# Tikuch
Ticuch es una localidad del municipio de Valladolid en Yucatán, México.

## Toponimia
El nombre (Tikuch) proviene del idioma maya.

## Demografía
Según el censo de 2017 realizado por el centro de salud rural], la población de la localidad es de 1225 habitantes, de los cuales 611 son hombres y 614 son mujeres.
| 202                         | 229 | 312 | 331 | 444 | 523 | 553 | 473 | 694 | 762 | 1028 | 1025 | 1258 |
| (Fuente: INEGI [Consultar]) |     |     |     |     |     |     |     |     |     |      |      |      |